# Xenothrix
Xenothrix mcgregori es una especie extinta de mono del Nuevo Mundo (platirrino) de la familia Pitheciidae. Se cree que vivió hasta principios del siglo XVIII. Fue descubierto en Long Mile Cave en Jamaica por Harold Anthony en 1919. Anthony es responsable de muchas descripciones de especies de taxones del Caribe en esa época y sus notas de campo registran el descubrimiento del material del mono jamaiquino: 

“Enero 17 – Pasamos todo el día excavando en la cueva de una milla de largo y obtuvimos algunos buenos huesos. El hallazgo más importante fue el de una mandíbula y un fémur de un mono pequeño, hallado en detritos de caliza amarilla. Éstos no estaban asociados con los restos humanos pero no tan lejos de ellos que el animal no debe estar bajo sospecha de que es una especie introducida. Estaba a mayor profundidad que cualquiera de los huesos humanos por al menos 10” a 1’…”
Reproducido en Williams y Koopman (1952)

La eventual descripción de la especie no fue completada hasta 1952 cuando dos estudiantes graduados, Ernest Williams y Karl Koopman, hallaron el fémur y el fragmento de mandíbula asociados olvidados en una gaveta en el Museo Americano de Historia Natural. Ellos se mantuvieron prudentes al situar este primate taxonómicamente ya que compartía características con una serie de taxones platirrinos.

## Análisis
La pequeña mandíbula tenía una fórmula dental de 2 incisivos, 1 canino, 3 premolares y 2 molares – una diferencia con la práctica mayoría de los platirrinos vivientes, con la notable excepción de los Callitrichinae. Es significativamente mayor que los calitriquinos actuales, y el trabajo de Rosenberger ha eliminado la posibilidad de que estos taxones compartieran una cercana relación filogenética. Rosenberger sugirió que la ausencia del tercer molar en Xenothrix no era homóloga con esa característica en los calitriquinos. Él basó su afirmación en la longitud de los molares relativa a la hilera molar, y la inferida retención de los hipoconos en M1-2, los cuales están bastante reducidos en los titís y los tamarinos. Adicionalmente sugirió que Xenothrix compartía una cercana afinidad filogenética con los actuales Callicebus o Aotus. Sus conclusiones fueron tentativas debido a la naturaleza fagmentaria del material.
Los restos postcraneales descubiertos por Anthony en la década de 1920 fueron finalmente descritos por MacPhee y Fleagle quienes atribuyeron el fémur, os coxae y tibia al orden Primates. MacPhee y Fleagle establecieron que los restos de primate se parecían poco a las formas modernas, interpretando el fémur como un indicador de un trepador lento. Curiosamente, el fémur también compartía similitudes con Potos flavus, el kinkajou. Ellos provisionalmente aceptaron clasificarlo en la familia Xenotrichidae nombrada por Hershkovitz hasta análisis posteriores pudieran dilucidar las relaciones de Xenothrix.

## Investigación posterior
En la década de 1990, varias expediciones a cavernas de Jamaica resultaron en la recuperación de material del cráneo y el esqueleto atribuidos a Xenothrix, incluyendo una parte inferior de la cara que contenía el paladar y los dientes P4-M2 izquierdo y derecho, la mayor parte del maxilar y partes del esfenoides. Este descubrimiento confirmó que la fórmula dental de este taxón es 2.1.3.2. Con el nuevo rostro parcial, Horovitz y MacPhee fueron capaces de desarrollar la hipótesis, propuesta inicialmente por MacPhee et al., de que todos los monos de las Antillas (como las especies cubanas del género Paralouatta y Antillothrix bernensis de La Española) pertenecían a un grupo monofilético relacionado cercanamente con el moderno Callicebus.
Rosenberger ha objetado esta hipótesis y ha sugerido que Xenothrix era un mono nocturno jamaiquino, modificando su punto de vista inicial. Él basó sus conclusiones en el mayor tamaño de la órbita que es inferido del borde orbital, una fisura orbital inferior grande, y el gran alvéolo I1 comparado al alvéolo I2. Estas características son compartidas con Aotus. MacPhee y Horovitz probaron esta filogenia alternativa con extensas comparaciones anatómicas y extendiendo sus análisis con parsimonia usando PAUP*. Ellos mantuvieron que la monofilia de los monos antillanos aún estaba soportada en los diagramas de árbol más parsimoniosos, pero en los que eran menos parsimoniosos Aotus parece estar relacionado con Xenothrix. MacPhee y Horovitz asignaron a los monos antillanos a la tribu Xenotrichini – el grupo hermano de la tribu Callicebini.